# مهران قاسم زاده اصل
مهران قاسم زاده اصل( ۱۲مهر ۱۳۸۲ در تهران ) یک شناگر و عضو تیم ملی شنای ایران است.
وی از سال ۱۳۹۵ در لیگ برتر شنا کشور ایران در تیم موج تهران شروع به فعالیت کرد و در سال ۱۳۹۶ با تیم موج موفق به کسب مقام سوم شد. وی همچنین در سال ۹۸  با تیم پرسپولیس به مقام قهرمانی لیگ رسیدند که  با رکورد شکنی وی در رشته ۴۰۰ متر مختلط انفرادی همراه بود.
وی همچنین در گروه رده سنی موفق به شکستن ۶ رکورد ملی و در رده سنی بزرگسال ۳ رکورد ملی در مسافت کوتاه و مسافت بلند شد.قاسم زاده ۴ بار در مسابقات همیلتون در سال های ۲۰۱۵ و ۲۰۱۶ شرکت کرد که موفق به کسب  ۴ مدال نقره و۲ مدال برنز و شکستن یک رکورد ملی بود.درکنار دعوت به اردوهای متعدداو همچنین همراه با تیم ملی ایران به مسابقات همبستگی کشور های اسلامی به قونیه در سال۲۰۲۱ اعزام شد.